# Contea di Lüchun
La contea di Lüchun (绿春县S, Lǜchūn XiànP) è una contea della Cina, situata nella provincia di Yunnan e amministrata dalla prefettura autonoma hani e yi di Honghe.